# Adolphe Becquevort
Adolphe Becquevort est un joueur de football belge né à Ixelles le 9 mai 1891 et mort à Auderghem le 6 juillet 1969.
Il a évolué comme attaquant de 1909 à 1914 au Racing Club de Bruxelles et remporté la Coupe de Belgique en 1912.
Il a joué deux matches avec l'équipe de Belgique en 1913.

## Palmarès
- International belge A en 1913 (2 sélections)
- 1 fois Vainqueur de la Coupe de Belgique en 1912 avec le Racing Club de Bruxelles